# Merel De Vilder Robier
Merel De Vilder Robier (Gent, 19 juni 1970) is een Vlaams actrice, performer en auteur. Ze speelde hoofd- en bijrollen in talrijke televisie- en theaterproducties, waaronder Meiske in de alom geprezen, gezongen theatervoorstelling Diep in het Bos van Eric De Volder en Dick van der Harst, maar ze is vooral bekend bij het grote publiek als Bianca Bomans uit de serie Thuis.
In mei 2017 verscheen haar literaire debuut Le Petit Théâtre de Fanny Ruubier, of 'Ier moet er iets schoons gebeuren dat mislukt bij uitgeverij Bebuquin.
Zij is de dochter van de Vlaamse kunstenaar Pjeroo Roobjee. Zij was getrouwd met de Waalse acteur Hugues Hausman, maar is van hem gescheiden. Ze heeft drie dochters.

## Publicaties
- 2017. Le Petit Théâtre de Fanny Ruubier, of 'Ier moet iets schoons gebeuren dat mislukt, uitgeverij Bebuquin
- 2021. Wa is da met da lam?, uitgeverij Bebuquin

## Filmografie
| Productie            | Aflevering | Jaar                                         | Rol                     |
| -------------------- | --- | -------------------------------------------- | ----------------------- |
| Op leven en dood     | Aflevering 1: Hartslag                                                                                                | 21 december 1991                             |                         |
| Bex & Blanche        | Aflevering 10: Extacy                                                                                                 | 6 januari 1994                               |                         |
| Niet voor publikatie | Seizoen 2 aflevering 5: De helderziende                                                                               | 20 februari 1994                             | Annemie Allaert         |
| Wittekerke           | Seizoen 1 aflevering 34                                                                                               | 3 mei 1994                                   | Valérie                 |
| Thuis                | Hoofdrol van seizoen 1 tot 5, gastrol in seizoen 8 en 12, hoofdrol van seizoen 14 tot 16, gastrol in seizoen 20 en 21 | 1995-2000, 2003, 2006, 2009-2011, 2015, 2016 | Bianca Bomans           |
| Flikken              | Seizoen 7 aflevering 5: Stop                                                                                          | 18 december 2005                             | Betty Deman             |
| Witse                | Seizoen 7 aflevering 2: Game Over                                                                                     | 21 februari 2010                             | Sara Vervoorden-Luytens |